# МКС-49
МКС-49 — сорок дев'ятий довготривалий екіпаж Міжнародної космічної станції. Його робота розпочалася 6 вересня 2016 року з моменту відстиковки від станції корабля Союз ТМА-20М, на якому повернулися троє членів експедиції-47/48. Експедиція-49 завершилася 30 жовтня 2016 року з моменту відстиковки корабля Союз МС-01 від МКС. Члени екіпажу «Союз МС-02» продовжують роботу на борту МКС у складі експедиції-50.

## Екіпаж
Протягом 7-23 вересня 2016 у складі експедиції троє космонавтів. Було заплановано, що з 23 вересня до 30 жовтня 2016 на борту буде шестеро космонавтів. Проте запуск корабля з трьома космонавтами «Союз МС-02», запланований спочатку на 23 вересня 2016 року, через технічні проблеми було перенесено на 1 листопада, а згодом — на 19 жовтня.
Анатолій Іванишин, Кетлін Рубенс і Такуя Онісі прибули до МКС на кораблі «Союз МС-01» 9 липня 2016 року та спочатку брали участь у роботі експедиції-48. З 21 жовтня на МКС стало шестеро космонавтів.
| Посада                              | Прізвище, ім'я (кількість космічних польотів), організація, країна | Старт                   | Прибуття до МКС         | Відліт із МКС           | Приземлення             |
| ----------------------------------- | ------------------------------------------------------------------ | ----------------------- | ----------------------- | ----------------------- | ----------------------- |
| Бортінженер МКС-48, командир МКС-49 | Анатолій Іванишин (2), ФКА, (Росія)                                | 07.07.2016 «Союз МС-01» | 09.07.2016 «Союз МС-01» | 30.10.2016 «Союз МС-01» | 30.10.2016 «Союз МС-01» |
| Бортінженер МКС-48/49               | Кетлін Рубенс (1), НАСА, (США)                                     | 07.07.2016 «Союз МС-01» | 09.07.2016 «Союз МС-01» | 30.10.2016 «Союз МС-01» | 30.10.2016 «Союз МС-01» |
| Бортінженер МКС-48/49               | Такуя Онісі (1), JAXA, (Японія)                                    | 07.07.2016 «Союз МС-01» | 09.07.2016 «Союз МС-01» | 30.10.2016 «Союз МС-01» | 30.10.2016 «Союз МС-01» |
| Бортінженер МКС-49, командир МКС-50 | Роберт Кімбро (2), НАСА, (США)                                     | 21.10.2016 «Союз МС-02» | 23.10.2016 «Союз МС-02» | 10.04.2017 «Союз МС-02» | 10.04.2017 «Союз МС-02» |
| Бортінженер МКС-49/50               | Андрій Борисенко (1), ФКА, (Росія)                                 | 21.10.2016 «Союз МС-02» | 23.10.2016 «Союз МС-02» | 10.04.2017 «Союз МС-02» | 10.04.2017 «Союз МС-02» |
| Бортінженер МКС-49/50               | Сергій Рижиков (2), ФКА, (Росія)                                   | 21.10.2016 «Союз МС-02» | 23.10.2016 «Союз МС-02» | 10.04.2017 «Союз МС-02» | 10.04.2017 «Союз МС-02» |

## Етапи місії

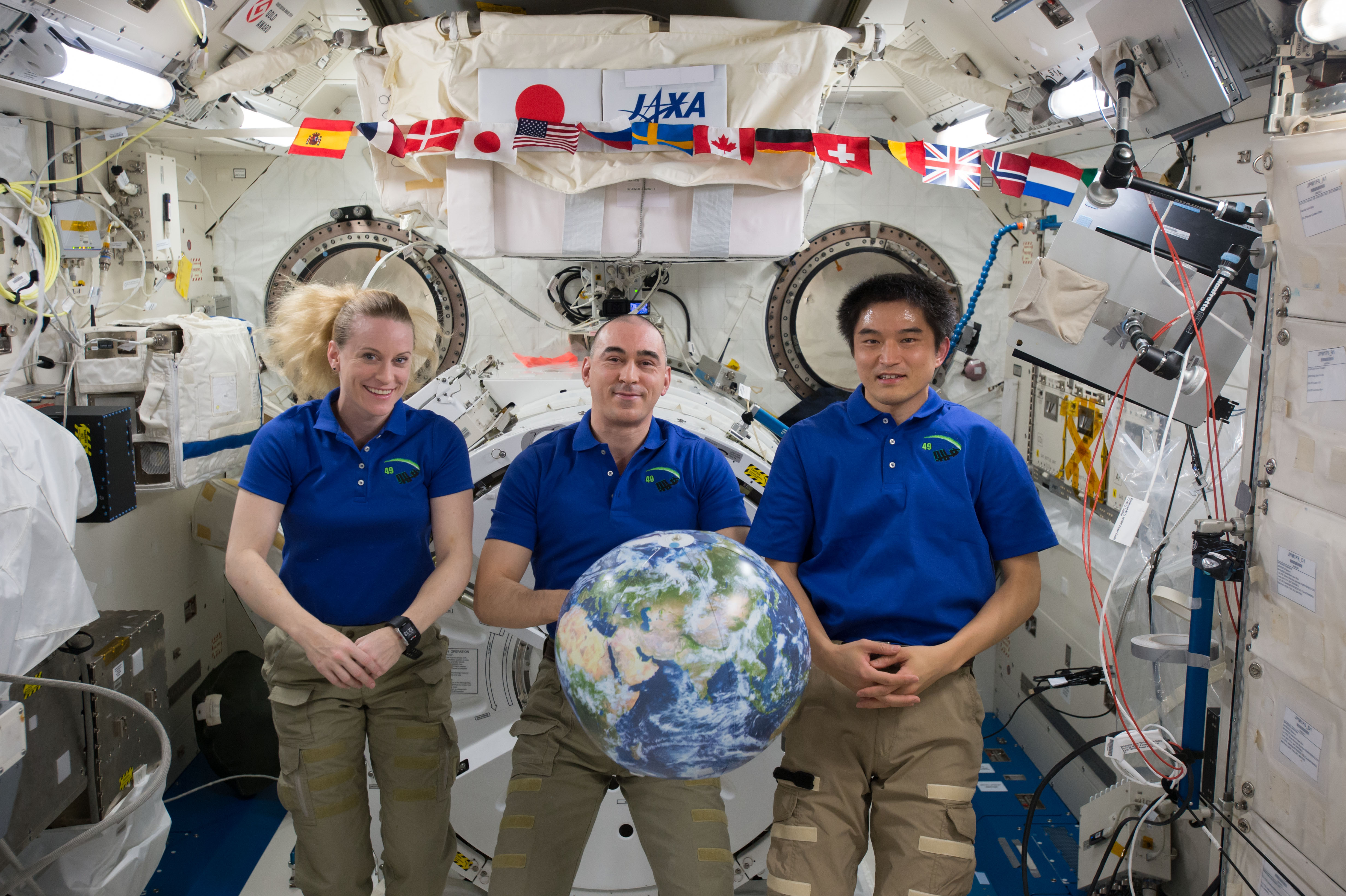
К. Рубенс, А. Іванишин, Т. Онісі в модулі «Кібо»

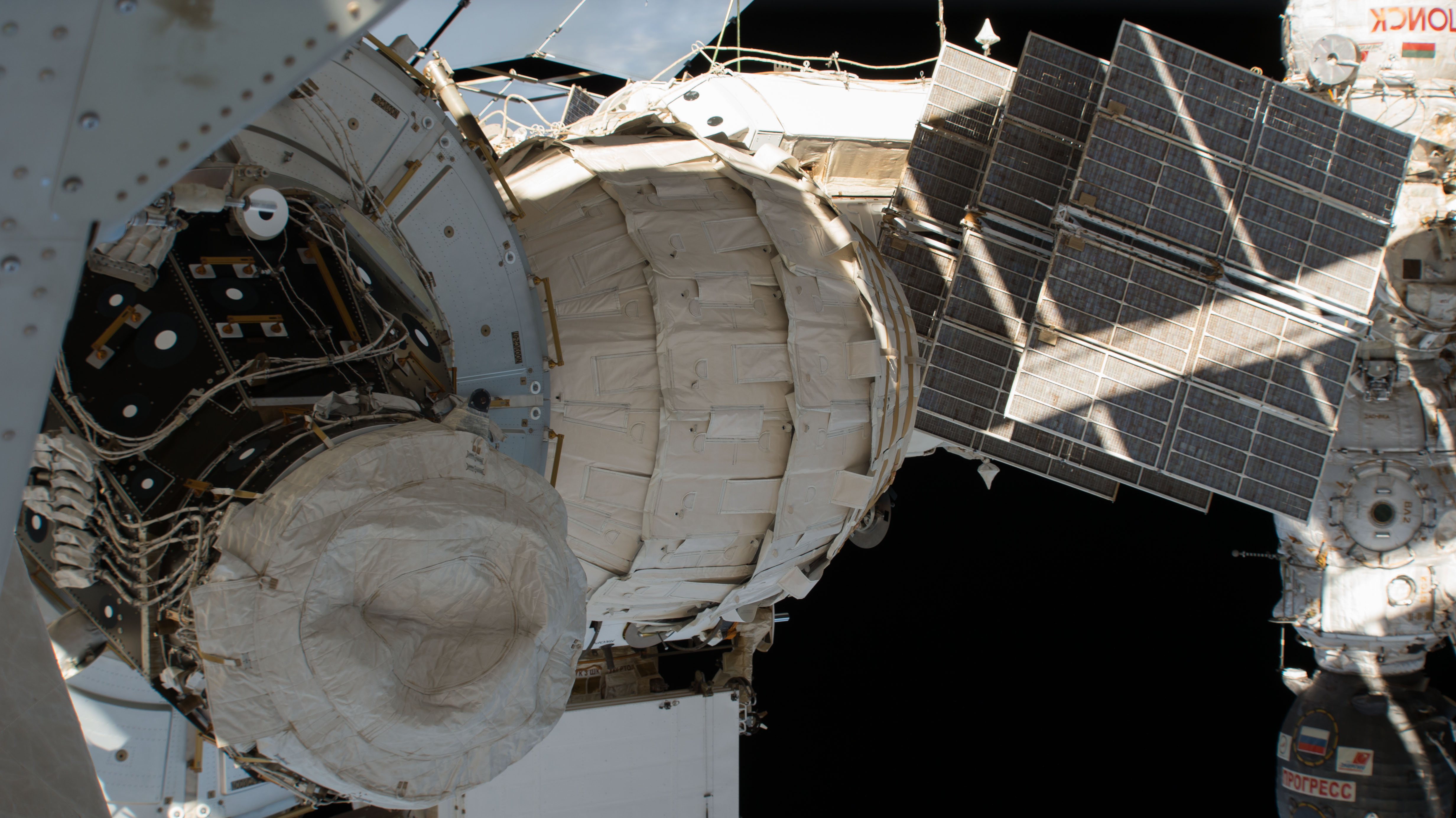
Надувний житловий модуль BEAM, вересень 2016

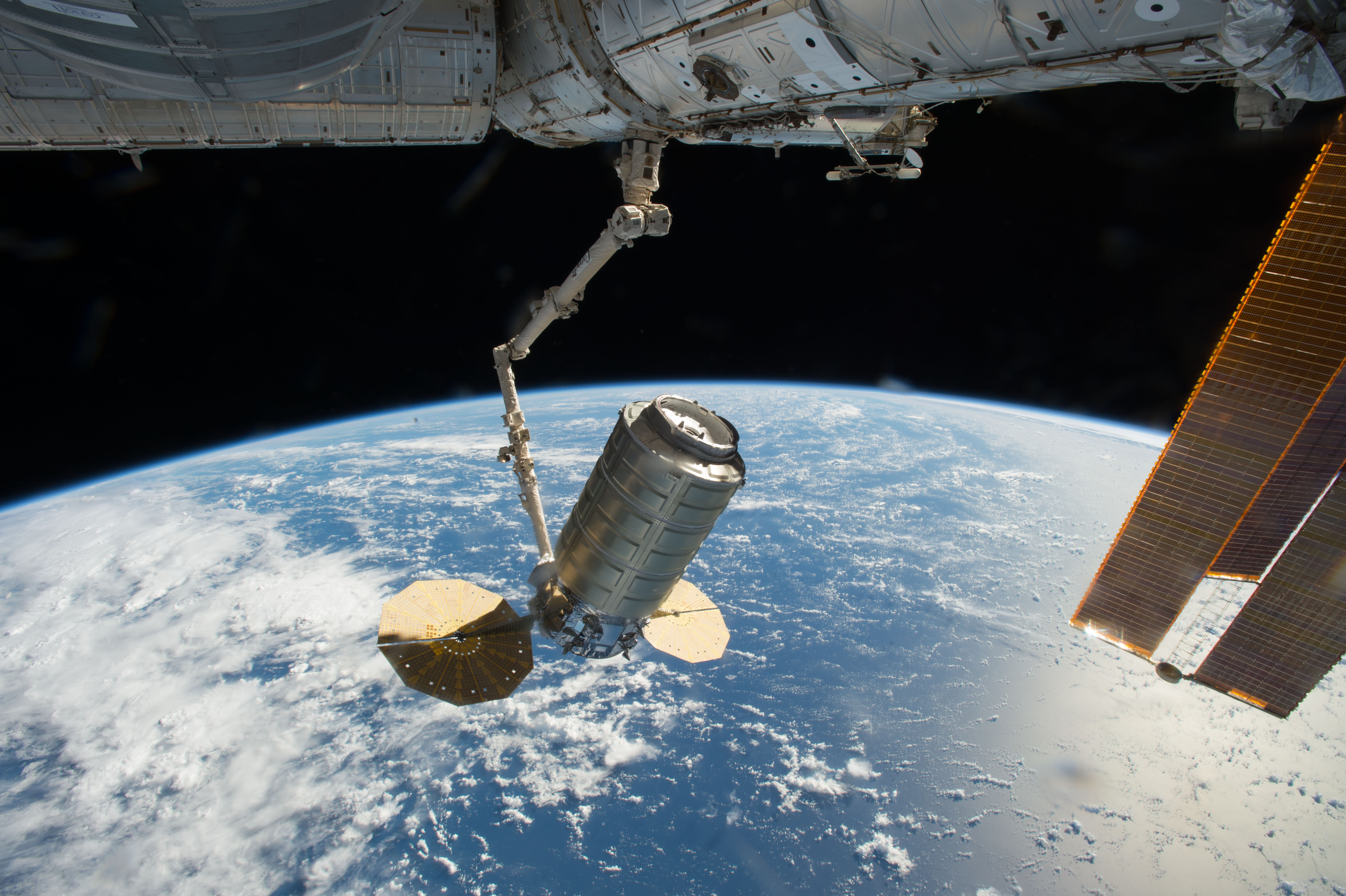
Корабель Cygnus CRS OA-5, захоплений краном Канадарм2, 23.10.2016

6 вересня 2016 о 21:51 (UTC) космічний корабель «Союз ТМА-20М» з трьома космонавтами на борту (Джефрі Вільямс, Олексій Овчінін та Олег Скрипочка) відстикувався від МКС. З цього моменту розпочалася робота 49-ї експедиції, на боту МКС залишилось троє космонавтів.
19 вересня було повідомлено, що старт корабля «Союз МС-02» з трьома космонавтами, запланований на 23 вересня, через технічні проблеми перенесено на 1 листопада. Тому на МКС продовжили роботу лише троє космонавтів 49-ї експедиції.
29 вересня космонавтами на певний час було відкрито надувний житловий модуль BEAM для тестування та перевірки обладнання.
14 жовтня вантажний корабель «Прогрес-МС-02», який перебував на станції з 2 квітня, о 09:37 (UTC) планово відстикувався від МКС після чого зійшов з орбіти та сгорів у щільних шарах атмосфери.
21 жовтня о 09:58 (UTC) відбулося стикування космічного корабля «Союз МС-02» модулем «Поіск» МКС. Союз МС-02 стартував з Байконуру 19 жовтня до доставив на борт МКС трьох космонавтів — Р. Кімбро, А. Борисенка і С. Рижикова.
23 жовтня о 11:28 (UTC) краном-маніпулятором Канадарм2 було захоплено вантажний корабель Cygnus CRS OA-5, що стартував із Землі 17 жовтня. Значний проміжок між запуском і стикуванням пов'язаний з тим, що Cygnus очікував на орбіті стикування корабля Союз МС-02 з МКС. 23 жовтня о 14:53 (UTC) під керівництвом К. Рубенс Cygnus було приєднано до модуля Юніті МКС. Вантажний корабель доставив до МКС майже дві з половиною тони спорядження та їжі.
30 жовтня  00:35 (UTC) корабель «Союз МС-01» з трьома космонавтами на борту (А. Іванишин, К. Рубенс і Т. Онісі) відстикувався від МКС та за три години, о 03:58 (UTC) успішно приземлився в казахстанському степу.